# Исаенко, Денис Викторович
Денис Викторович Исаенко (укр. Денис Вікторович Ісаєнко; 17 марта 1980, Харьков, СССР) — украинский хоккеист, защитник.

## Карьера
Выступал в молодёжных составах ярославского «Торпедо» и киевского «Беркута». Также играл в саратовском «Кристалле» и «Гомеле», в рамках Высшей лиги играл за киевский «Сокол». Сейчас выступает в Профессиональной хоккейной лиге Украины за «Беркут».
В составе сборной Украины провёл 81 игру, набрал 25 очков (9 шайб и 16 ассистирований), выступал на чемпионатах мира 2004—2007, 2010—2011. Выступил также за молодёжную сборную в 2000 году.

## Титулы
- Чемпион ВЕХЛ (2000, 2001)
- Чемпион Украины (2000, 2001, 2002, 2005, 2006, 2009)
- Обладатель Кубка Белоруссии (2003, 2004, 2007)
- Обладатель Кубка Украины (2007)